# Monestir de Sant Joan de la Penya
El monestir de Sant Joan de la Penya (en aragonès Sant Chuan d'a Penya) es troba a Santa Creu de la Serós, Jacetània (Aragó). Fou el monestir més important d'Aragó a l'alta edat mitjana.

## Llegenda

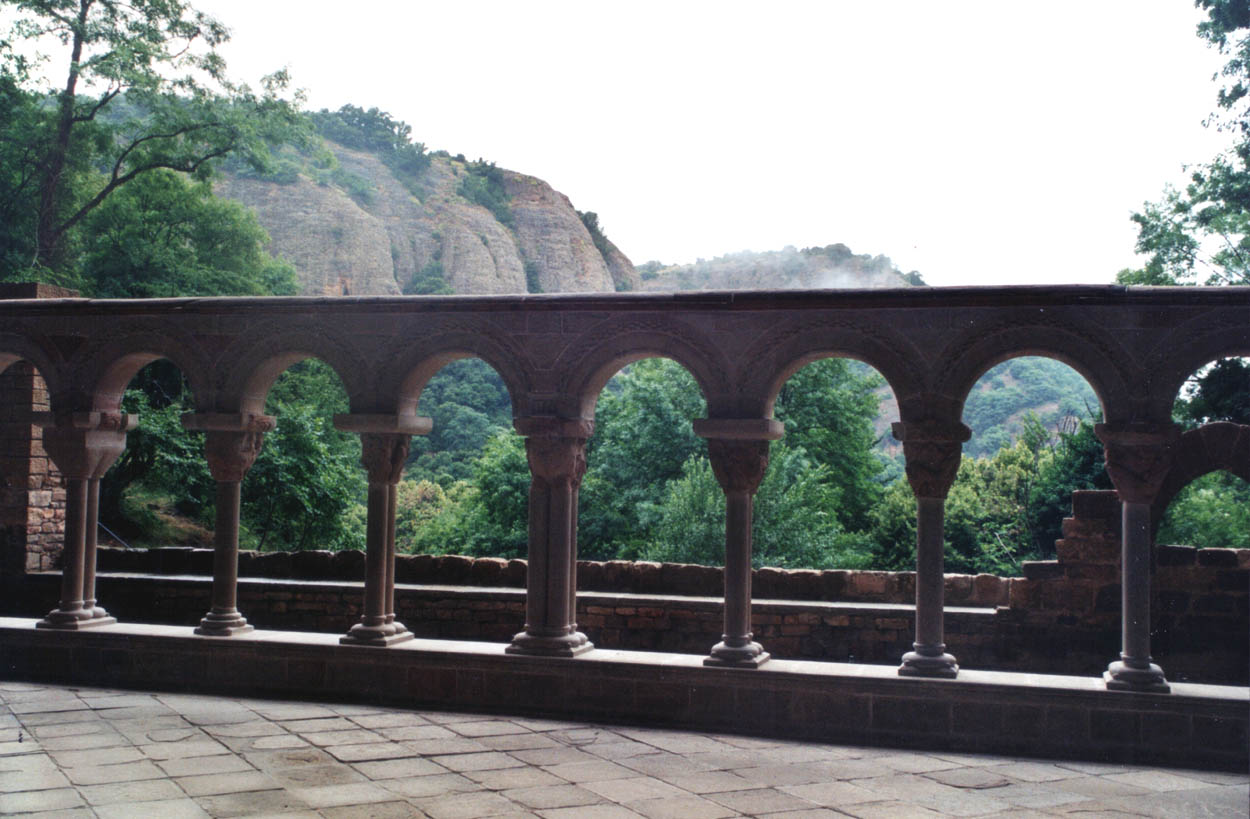
Sant Joan de la Penya

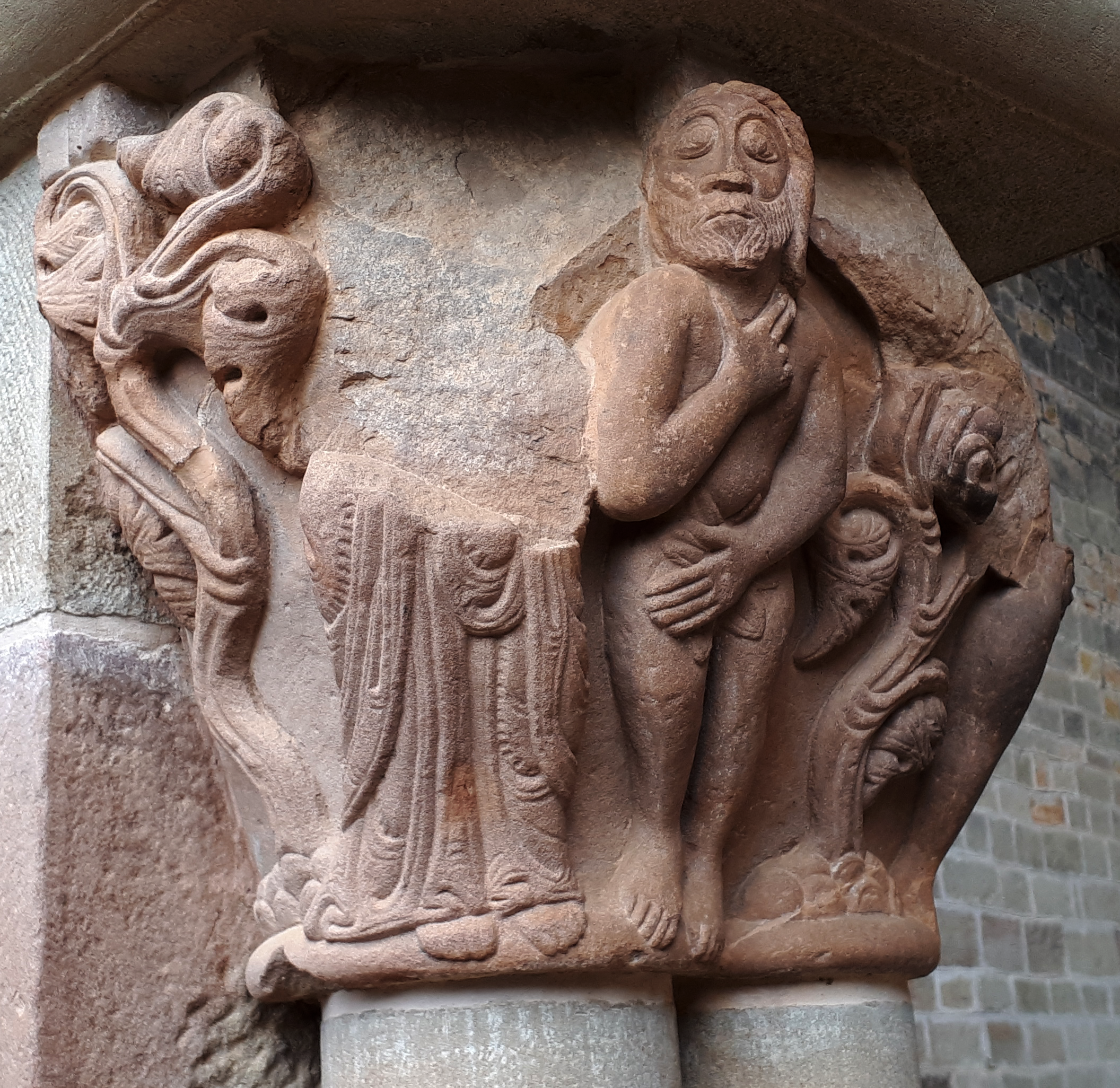
Capitel.

Explica la llegenda que un jove noble de nom Voto va venir de cacera per aquests paratges i, en albirar un cérvol va córrer darrere la presa, però aquesta era fugissera i quan va arribar al Mont Pano es va estimbar pel precipici. Miraculosament el seu cavall es va posar a terra de manera suau. Sa i estalvi, al fons del barranc, va veure una petita cova dins la qual va descobrir una ermita dedicada a Sant Joan Baptista i, a l'interior, hi va trobar el cadàver d'un ermità anomenat Joan d'Atarés. Impressionat pel descobriment va anar a Saragossa, es va vendre tots els seus béns i juntament amb el seu germà Fèlix es va retirar a la cova, on van iniciar una vida eremítica.
Aquestes muntanyes s'habiten poc després de la Invasió musulmana d'Hispània, quan es construeix el castell de Pano, destruït l'any 734.

## Història
Regnant Garcia I de Pamplona, rei de Pamplona i Asnar I Galí, comte d'Aragó, comencen a afavorir el monestir. El rei Garcia II Sanxes I de Navarra concedeix als monjos el dret de jurisdicció, i els seus successors fins a Sanç I d'Aragó i Pamplona continuen aquesta política de protecció. Allí va passar els seus primers anys Sant Íñigo. En el regnat de Sanç I d'Aragó i Pamplona assoleix el cim del seu protagonisme i arriba a ser panteó dels reis d'Aragó.
Els incendis del 1494 i el 1675 van ser devastadors. Arran de l'últim incendi es va construir el monestir nou.
El monestir vell és Monument Nacional des del 13 de juliol del 1889, mentre que el monestir nou ho és des del 1923.

## Panteó dels reis d'Aragó

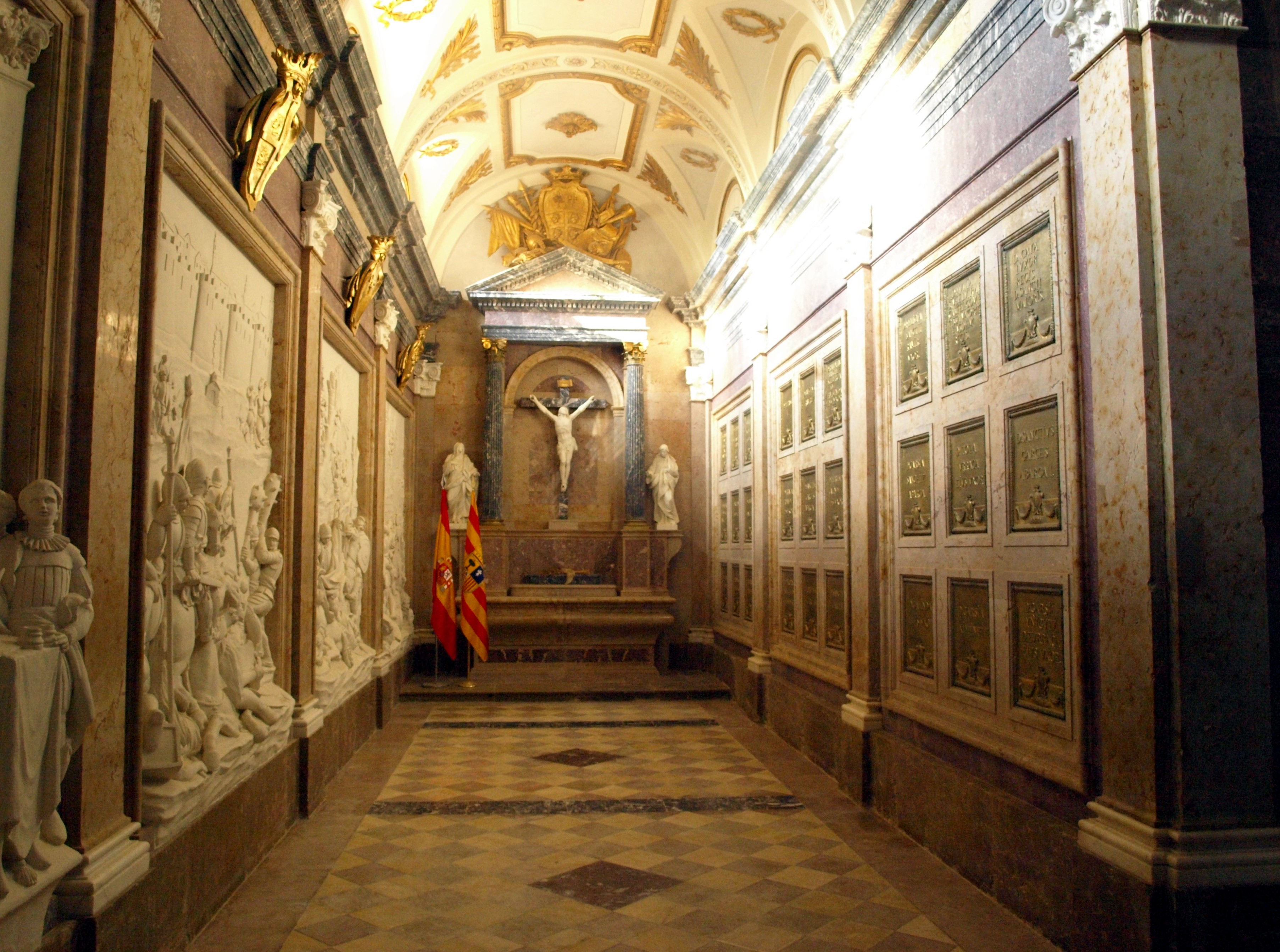
Panteó Reial; a la dreta, les tombes reials

Al pis superior del monestir, separat de l'església, es troba el Panteó Reial, on reposen les restes de persones reials de les cases d'Aragó i de Navarra. El panteó ocupa les dependències de l'antiga sagristia de l'església alta, que data del segle xi.
Les tombes són excavades al mur de pedra i estan col·locades en tres ordres superposats. Els fèretres s'hi introduïen de manera transversal, deixant a la vista només la part dels peus, que després era coberta amb una làpida amb la inscripció corresponent.
L'aspecte original devia ser com el del veí Panteó de Nobles, excavat a la roca i amb decoració romànica. El panteó reial actual va ser totalment reformat el 1770, en estil neoclàssic, per ordre de Carles III, i per indicació de José Nicolás de Azara i del comte d'Aranda. La reforma només va modificar la decoració: davant la paret on hi havia els sepulcres es va aixecar una nova paret on es col·locaren plaques de bronze amb les inscripcions corresponents, decorant la sala amb estucs i marbres i, a la paret del davant, uns medallons amb relleus de batalles llegendàries.
Moltes de les inscripcions del panteó són fictícies i corresponen a persones que no hi són enterrades: alguns reis navarresos que regnaren sobre Aragó, els comtes d'Aragó i dels primers tres reis d'Aragó de la dinastia de Ramir.
Així, és possible que hi hagi les tombes de:
- Garcia I de Pamplona (852-882), rei de Pamplona
- Garcia II el Tremolós (994-1004), rei de Pamplona

I només hi ha la seguretat que hi ha les restes dels tres primers reis d'Aragó i les seves esposes:
- Ramir I (1006-1063), primer rei d'Aragó, comte de Sobrarb i Ribagorça, i la seva esposa Ermesinda de Coserans
- Sanç I d'Aragó i Pamplona (1042-1049), fill de l'anterior, també rei de Pamplona (Sanç V), i la seva esposa Elisabet d'Urgell
- Pere I el d'Osca (1068-1104), fill de l'anterior, rei d'Aragó i de Pamplona, i la seva esposa Maria Rodríguez, filla del Cid.

## Sant Grial
Segons la llegenda espanyola sobre el Sant Grial, aquest va romandre al monestir després de passar per diverses ubicacions entre el 1071 i el 1399 com ara la cova de Yesa, San Pedro de Siresa, San Adrián de Sasabe, San Pedro de la Sede Real de Bailo i la catedral de Jaca. La necessitat d'atreure al monestir els pelegrins que anaven a Santiago i que passaven pel camí de Jaca, molt proper, va aconsellar que s'hi ubiqués la relíquia. El 1399 el rei Martí l'Humà se'n va emportar el vas sagrat al Palau de l'Aljaferia de Saragossa, on va estar més de vint anys, després d'una breu estada a Barcelona, acompanyant el rei, i posteriorment es va traslladar a la catedral de València.